# Маратхи
Маратхите (на маратхийски: मराठी लोक) са индоарийска народност в Индия, основно население на щата Махаращра. Те наброяват около 83 милиона души (2011).
Те говорят маратхийски език, а основна религия е индуизмът, като има и значителни мюсюлмански, будистки, християнски, джайнистки и юдаистки общности. Маратхите са около 70% от населението на Махаращра, а голям брой живеят също в щатите Карнатака, Мадхя Прадеш, Гуджарат, Андхра Прадеш, Телангана, Гоа и Чхатисгарх. Значителен брой живят също във Великобритания и Мавриций, а мнозинството от индийските заселници в Израел са маратхи. През XVII – XIX век маратхите имат своя голяма държава – Маратхската империя.